# Tectaria semipinnata
Tectaria semipinnata är en ormbunkeart som först beskrevs av William Roxburgh, och fick sitt nu gällande namn av Conrad Vernon Morton. Tectaria semipinnata ingår i släktet Tectaria och familjen Tectariaceae. Inga underarter finns listade.